# Rê thứ
Rê thứ (thường được viết tắt là Dm) là một cung thứ có chất liệu sáng tác âm nhạc với cung chính là nốt Rê (D), bao gồm các nốt nhạc Rê, Đô, Si giáng, La, Sol, Fa, Mi và Rê. Bộ khóa của nó có một dấu giáng.
Cung thể tương đương (relative key) với nó là cung Fa trưởng và cung thể cùng bậc (parallel key) với nó là cung Rê trưởng. Các sự thay đổi về giai điệu hay hoà âm trong các phiên bản khác nhau của cung này được viết lại khi cần thiết.
Vị trí âm giai Re thứ hòa âm trên phím Dương cầm

## Tác phẩm cổ điển viết ở cung này
- Giao hưởng số 9 - Ludwig Van Beethoven
- Concerto cho piano số 3 - Sergei Rachmaninoff
- "Der Tod und das Mädchen", D.810 - Franz Schubert
- Giao hưởng số 9 - Anton Bruckner
- Der Hölle Rache kocht in meinem Herzen - Wolfgang Amadeus Mozart (từ The Magic Flute)
- Concerto cho piano số 20 - Wolfgang Amadeus Mozart
- Toccata và Fugue cung Rê thứ - Johann Sebastian Bach
- Czardas - Vittorio Monti
- Giao hưởng số 5 - Dmitri Shostakovich
- Carmina Burana - Carl Orff
- Horse Racing(đua ngựa) - dân ca Mông Cổ

## Các tác phẩm ở cung này
- The Devil Went Down to Georgia - Charlie Daniels Band
- The Wind Cries Mary - Jimi Hendrix
- Jolene - Dolly Parton
- Sultans of Swing - Dire Straits
- Oh My God - Michael Franti
- Lay All Your Love On Me - ABBA
- Gimme! Gimme! Gimme! (A Man After Midnight) - ABBA
- The Living Daylights - A-ha
- Like A Prayer - Madonna
- The Call of Ktulu - Metallica
- From Russia with Love - Matt Monro
- Another Brick in the Wall - Pink Floyd
- Schism - Tool
- Pieces - Sum 41
- Smooth Operator - Sade
- Rosalinda - Thalía
- Home Alone theme - John Williams
- Khúc hát người Hà Nội - Trần Hoàn
- Tình yêu Hà Nội - Hoàng Vân
- Chiều Hà Nội - Vũ Quang Trung
- Mùa xuân, làng lúa, làng hoa - Ngọc Khuê
- Hà Nội, trái tim hồng - Nguyễn Đức Toàn
- Tiếng đàn balalaika trên sông Đà - An Thuyên